# Северо Меса
Северо Меса (ісп. Severo Meza, нар. 9 липня 1986, Наранхос) — мексиканський футболіст, захисник клубу «Монтеррей» та  національної збірної Мексики.

## Клубна кар'єра
Вихованець «Монтеррея». У дорослому футболі дебютував 2005 року виступами за команду клубу «Монтеррей». У складі «смугастих» тричі поспіль вигравав Лігу чемпіонів КОНКАКАФ. Наразі встиг відіграти за команду з Монтеррея 152 матчі в національному чемпіонаті.

## Виступи за збірну
27 травня 2012 року дебютував в офіційних матчах у складі національної збірної Мексики в товариській грі проти збірної Уельсу. 
У складі збірної був учасником розіграшу Кубка Конфедерацій 2013 року у Бразилії.
Наразі провів у формі головної команди країни 11 матчів.

## Титули і досягнення
- Переможець ліги чемпіонів КОНКАКАФ (3): 2011, 2012, 2013
- Чемпіон Мексики (2): 2009(А), 2010(А)